# Acalypha emirnensis
Acalypha emirnensis är en törelväxtart som beskrevs av Henri Ernest Baillon. Acalypha emirnensis ingår i släktet akalyfor, och familjen törelväxter. Inga underarter finns listade i Catalogue of Life.